# Yolande Moreau
Yolande Moreau (Bruxelles, 27 febbraio 1953) è un'attrice e regista belga.

## Biografia
Nata a Bruxelles, figlia di un negoziante vallone e di una casalinga fiamminga, cresce sotto una rigida educazione cattolica. Poco più che maggiorenne si trasferisce a Parigi dove si appassiona di recitazione e di teatro, lavora in spettacoli per bambini presso il "Théâtre des enfants de la Ville" ed inizia a scrivere per il teatro. Nel 1982 scrive Sale affaire, du sexe et du crime, storia di una donna che ha appena ucciso il suo amante e che la vede esibirsi totalmente da sola sul palco.
Durante una delle sue esibizioni teatrali, viene notata da Agnès Varda, che le offre una parte nel suo cortometraggio del 1984 7p., cuis., s. de b., ... à saisir, l'anno seguente, sempre sotto la regia della Varda, avviene il suo debutto cinematografico nel film Senza tetto né legge. Successivamente si unisce alla compagnia teatrale di Jérôme Deschamps, con il quale lavora anche per la serie televisiva comica di Canal+ Les Deschiens. Grazie ai suoi molteplici ruoli nella serie televisiva ottiene molta popolarità in Francia, fama che le apre le porte per il cinema.
Partecipa a numerosi film, tra cui L'ussaro sul tetto, La felicità è dietro l'angolo, Vendette di famiglia e Il favoloso mondo di Amélie, quest'ultima pellicola di enorme successo interpreta la portiera di Amélie Poulain. Nel 2004 è interprete, coautrice e co-regista, assieme al direttore della fotografia Gilles Porte, di Quand la mer monte... per il quale si aggiudica 2 Premi César 2005 come miglior opera prima e miglior attrice. In seguito si divide tra teatro, televisione e cinema, partecipa al film collettivo Paris, je t'aime.
Il 27 febbraio 2009 vince il suo terzo César per la sua interpretazione dell'umile cameriera-pittrice Séraphine de Senlis in Séraphine. Sempre nel 2008 è interprete della commedia nera Louise-Michel, campione di incassi in Francia. Nel 2013 vince il Premio Magritte per la migliore attrice non protagonista. Nel 2016 gira il documentario Nulle part, dedicato ai rifugiati della "giungla di Calais" con i poemi di Laurent Gaudé.
Nel febbraio 2019 registra per la radio pubblica belga Sept moments avec Amîn, un testo scritto appositamente per lei da Laurent Georjin. Nello stesso anno firma un appello per Delit Solidaire, un'associazione di Le Havre che si occupa dei minori immigrati che si ritrovano soli.

## Filmografia
- Senza tetto né legge (Sans toit ni loi), regia di Agnès Varda (1985)
- Germinal, regia di Claude Berri (1993)
- Le fils du requin, regia di Agnès Merlet (1993)
- L'ussaro sul tetto (Le Hussard sur le toit), regia di Jean-Paul Rappeneau (1995)
- La felicità è dietro l'angolo (Le Bonheur est dans le pré), regia di Étienne Chatiliez (1995)
- Il pianeta verde (Le Belle Verte), regia di Coline Serreau (1996)
- Il favoloso mondo di Amélie (Le Fabuleux destin d'Amélie Poulain), regia di Jean-Pierre Jeunet (2001)
- Une part du ciel, regia di Bénédicte Liénard (2002)
- Un onesto trafficante (Un Honnête commerçant), regia di Philippe Blasband (2002)
- Vendette di famiglia (Bienvenue chez les Rozes), regia di Francis Palluau (2003)
- Boby Snatch (Corps à corps), regia di François Hanns (2003)
- Folle embellie, regia di Dominique Cabrera (2004)
- Quand la mer monte..., regia di Yolande Moreau, Gilles Porte (2004)
- Ze film, regia di Guy Jacques (2005)
- Cacciatore di teste (Le Couperet), regia di Costa Gavras (2005)
- Je m'appelle Elisabeth, regia di Jean-Pierre Améris (2006)
- Paris, je t'aime, regia di Olivier Assayas, Frédéric Auburtin (2006)
- Une vieille maîtresse, regia di Catherine Breillat (2007)
- Musée haut, musée bas, regia di Jean-Michel Ribes (2007)
- Mià e il Migù (Mia et le Migou), regia di Jacques-Rémy Girerd (2008)
- Louise-Michel, regia di Gustave Kervern, Benoît Delépine (2008)
- Les plages d'Agnès, regia di Agnès Varda (2008)
- Séraphine, regia di Martin Provost (2008)
- Incognito, regia di Éric Lavaine (2009)
- L'esplosivo piano di Bazil (Micmacs à tire-larigot), regia di Jean-Pierre Jeunet (2009)
- Gainsbourg (vie héroïque), regia di Joann Sfar (2009)
- Mammuth, regia di Gustave Kervern, Benoît Delépine (2010)
- Le grand soir, regia di Gustave de Kervern, Benoît Delépine (2012)
- Nella casa (Dans la maison), regia di François Ozon (2012)
- Henri, regia di Yolande Moreau (2013)
- 9 mois ferme, regia di Albert Dupontel (2013)
- Dio esiste e vive a Bruxelles (Le Tout Nouveau Testament), regia di Jaco Van Dormael (2015)
- The Childhood of a Leader - L'infanzia di un capo (The Childhood of a Leader), regia di Brady Corbet (2015)
- I villeggianti (Les Estivants), regia di Valeria Bruni Tedeschi (2018)
- Ribelli (Rebelles), regia di Allan Mauduit (2019)
- La brava moglie (La Bonne Épouse), regia di Martin Provost (2020)
- Le vele scarlatte (L'Envol), regia di Pietro Marcello (2022)

## Doppiatrici italiane
- Cristina Noci in Il favoloso mondo di Amélie, L'esplosivo piano di Bazil, La brava moglie
- Francesca Draghetti in Louise-Michel, Mammuth
- Lucia Valenti in Séraphine
- Daniela Debolini in Dio esiste e vive a Bruxelles
- Tiziana Avarista in I villeggianti
- Doriana Chierici in Le vele scarlatte

## Riconoscimenti
- Premi César 2005 per la migliore opera prima – Quand la mer monte...[1]
- Premi César 2005 per la migliore attrice – Quand la mer monte...[1]
- Premio Louis-Delluc per la migliore opera prima - Quand la mer monte...[1]
- Premi César 2009 per la migliore attrice – Séraphine[1]
- Miglior attrice al Cairo International Film Festival - Séraphine[1]
- Étoiles d'Or 2009 per la migliore attrice - Séraphine[1]